# San Pedro, San Luis de la Paz
San Pedro är en ort i Mexiko.   Den ligger i kommunen San Luis de la Paz och delstaten Guanajuato, i den centrala delen av landet, 250 km nordväst om huvudstaden Mexico City. San Pedro ligger 1 990 meter över havet och antalet invånare är 245.
Terrängen runt San Pedro är en högslätt. Runt San Pedro är det ganska tätbefolkat, med 62 invånare per kvadratkilometer. Närmaste större samhälle är San Luis de la Paz, 17,3 km nordost om San Pedro. Trakten runt San Pedro består till största delen av jordbruksmark.